# ایوان ماری
ایوان ماری (فرانسوی: Yvan Marie‎; ۱۰ مهٔ ۱۹۱۳ – ۹ آوریل ۱۹۸۸) دوچرخه‌سوار اهل فرانسه بود.